# Jan Sawicki (prawnik)
Jan Sawicki (ur. 25 grudnia 1859 w Brzeżanach, zm. 15 marca 1940 w Warszawie) – polski prawnik, prezes Najwyższego Trybunału Administracyjnego (1922–1928).

## Życiorys
Urodził się w rodzinie Stanisława i Joanny z Azbejowiczów. Był uczniem Theresianum, następnie studiował prawo na Uniwersytecie Wiedeńskim i Uniwersytecie Franciszkańskim we Lwowie. W latach 1883–1887 pracował jako urzędnik w Namiestnictwie Galicji, w latach 1887–1892 w Krajowej Dyrekcji Skarbu we Lwowie, w latach 1892–1898 w Ministerstwie Skarbu w Wiedniu. W 1898 r. został mianowany radcą dworu dla spraw galicyjskich w austriackim Trybunale Administracyjnym, od 1909 do 1918 r. był Prezydentem Senatu TA.
Po odzyskaniu niepodległości przez Polskę oddał się do dyspozycji nowej administracji państwowej. W kwietniu 1919 r. został jednym z prezesów Sądu Najwyższego i kierował w nim IV Izbą (ds. administracyjnych). Był głównym autorem ustawy z 3 sierpnia 1922 r. o Najwyższym Trybunale Administracyjnym, 28 sierpnia 1922 r. został mianowany pierwszym Prezesem tego sądu. Nie poddawał się naciskom politycznym, w związku z czym władze państwowe przeforsowały zmiany legislacyjne, aby przenieść go w 1928 r. w stan spoczynku.
Od 1889 r. był mężem Emmy z Milikowskich (zm. 1933). Ich synami byli Jakub, prawnik, i Stanisław, germanista, skandynawista.

## Ordery i odznaczenia
- Order Leopolda (Austro-Węgry)
- Order Korony Żelaznej II klasy (Austro-Węgry)